# Carrbridge

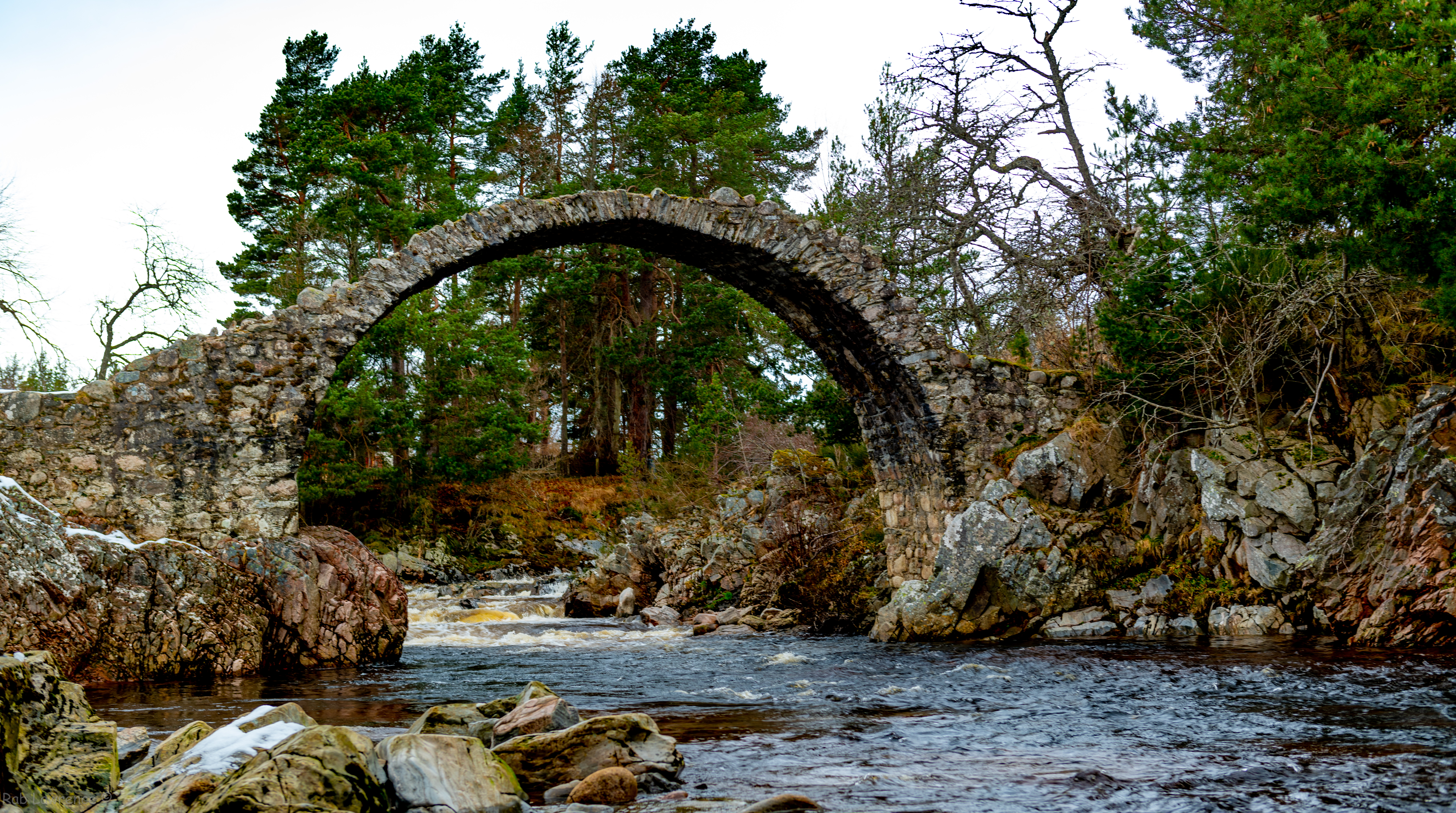
Carrbridge: l'Old Packhorse Bridge

Carrbridge (in Scots: Carrbrig; in gaelico scozzese: Drochaid Chàrr) è una località di villeggiatura della Scozia settentrionale, facente parte dell'area di consiglio dell'Highland e dell'autorità unitaria di Badenoch e Strathspey  e situata lungo il corso del fiume Dulnain (affluente del fiume Spey), nell'area delle Cairngorms.

## Geografia fisica
Carrbridge si trova ai margini del parco nazionale di Cairngorms, a nord di Aviemore e a pochi chilometri a sud-ovest di Grantown-on-Spey.

## Storia
Il villaggio venne progettato a partire dal 1808.
A partire dagli anni sessanta del XX secolo, il villaggio Carrbridge iniziò ad essere dotato di strutture ricettive per ospitare i turisti sia durante la stagione estiva che in quella invernale e diventando così un'alternativa ad Aviemore.

## Monumenti e luoghi d'interesse

### Architetture civili

#### Old Packhorse Bridge
Principale attrattiva di Carrbridge è l'Old Packhorse Bridge, il più antico ponte in pietra delle Highlands.
La costruzione del ponte venne commissionata nel 1717 dal generale Alexander Grant of Grant a John Niccelsone per consentire il passaggio sul fiume Dunain delle processioni funebri dirette alla chiesa di Duthil.

#### Span Bridge
Un altro ponte di Carrbridge è lo Span Bridge, realizzato negli anni trenta del XIX secolo in sostituzione dello Sluggan Bridge, che era stato realizzato lungo una strada militare nel 1728, rifatto negli anni sessanta del XVIII secolo e infine andato distrutto in seguito a un'alluvione il 3 agosto 1829.

## Cultura

### Eventi
- Carrbridge Live Art and Music Festival
- Scottish Open Chainsaw Carving Championship
- World Porridge Making Championships (dal 1994[2][4]